# Zetaquirá
Zetaquira là một thị xã và đô thị ở  Departamento Boyacá, thuộc phân vùng Lengupá.